# Макото Нііджіма
Макото Нііджіма (яп. 新島 真, кириліз.: Нііджіма Макото), відома під кодовим ім'ям Королева (яп. クイーン, кириліз.: Куін) — персонаж серії Persona, яка вперше з’явилася у відеогрі Persona 5 (2016) як одна з головних героїнь. Її озвучили Ріна Сато японською та Шерамі Лі англійською. Макото — старшокласниця третього року навчання в Академії Шюджін, де вона також обіймає посаду голови учнівської ради. Вона є молодшою сестрою прокурорки Сае Нііджіми. Спочатку вона виступає супротивницею Примарних крадіїв сердець, але згодом приєднується до них, ставши стратегинею команди під час їхніх операцій у Метасвіті.
Після появи в грі Макото отримала позитивні відгуки, часто згадувалася як одна з улюблених персонажів фанатів. Критики відзначали якісну акторську гру Лі та Сато, її впізнаваний дизайн, а також рішучість і силу переконань.

## Концепція та створення
Макото Нііджіма вперше з’являється у Persona 5, а її дизайн створив художник Шіґенорі Соеджіма. Режисер гри, Кацуґра Хашіно, описав її як людину, яка «більше не має свого місця в суспільстві», і як «юну інтелектуалку», додаючи, що події гри дають їй відчуття належності. Він також пояснив, що її участь у Примарних крадіях символізує розрив із суспільними очікуваннями та рамками. Персони Макото — Йоанна та Анат — засновані відповідно на постаті Папеси Йоанни та семітській богині з однойменним ім’ям. В оригінальній японській версії її озвучує Ріна Сато, а в англійській локалізації — Шерамі Лі. Лі вважає історію Макото такою, що досліджує моральні та етичні сірі зони, особливо її ставлення до головного героя. Вона описує свою героїню як «нетипову».

## Появи
Макото вперше з’являється у Persona 5, коли директор Академії Шюджін доручає їй розкрити особи Примарних крадіїв в обмін на хорошу рекомендацію для вступу до університету. Вона починає стежити за підозрілими учнями, зокрема Джокером, Рюджі, Анн і Юске, зрештою дізнаючись, що саме вони і є Примарними крадіями. Макото обіцяє зберегти їхню таємницю за умови, що вони використають свої здібності, щоб змінити серце місцевого мафіозі. Вона допомагає з’ясувати його особу — це Джун'я Канешіро — і врешті-решт сама потрапляє під його шантаж. Після проникнення до його Палацу, де вона пробуджує свою Персону, Макото приєднується до Примарних крадіїв, допомагає перемогти Тінь Канешіро і змусити його зізнатися у злочинах. У своєму звіті директорові вона бреше, що крадії — це не учні, і більше не цікавиться його рекомендацією. Її старша сестра Сае Нііджіма працює прокуроркою та веде справу проти них. Через це між сестрами виникають суперечки, адже Макото вірить у добрі наміри групи. Вона допомагає їм, використовуючи інформацію, отриману від Сае, однак згодом сама разом з усією командою потрапляє під шантаж детектива Ґоро Акечі. Той змушує їх викрасти серце Сае. Макото зізнається, що знала про існування Палацу сестри й спершу хотіла змінити її серце більш м’якими методами. Під час конфронтації в Палаці Сае вона дізнається, що справжні мотиви сестри — сприймати суди як гру, де важлива лише перемога за всяку ціну. Зрештою вона перемагає Сае та переконує її змінитися. Пізніше Макото й інші дізнаються, що Акечі маніпулював ними та підставив. Разом вони перехитрують і перемагають його, а також протистоять Масайоші Шідо — політику, чиї плани могли зруйнувати Японію. У фіналі всі вони стикаються з могутньою істотою, на ім'я Ялдабаот, яка дала їм Персони, але зрештою зробила так, що людство забуло про них. Джокер рятує друзів і разом вони перемагають Ялдабаота.
Макото також з’являється як костюм у Phantasy Star Online 2 і як тло на арені Мементос у Super Smash Bros. Ultimate, що входить у DLC-набір із Джокером.
Макото отримала кілька фігурок: Figma та Nendoroid, обидві були анонсовані на виставці CCG Expo 2018. Пізніше прототип фігурки Figma був представлений публіці. Також на Wonder Festival 2017 показали прототип фігурки від Amakuni, де Макото їде верхи на своїй Персоні — мотоциклі Йоанни.

## Сприйняття
Макото отримала загалом позитивні відгуки та стала однією з найулюбленіших персонажок серед фанатів. Вона посіла друге місце за популярністю серед персонажів Persona 5, поступившись лише головному героєві. Її адаптація в аніме також сподобалася глядачам. Кімберлі Воллес із Game Informer назвала її своїм улюбленим персонажем у Persona 5 і однією з улюблених у всій серії, підкреслюючи її працьовитість і сильні переконання. Голлі Ґрін із Paste Magazine відзначила її як одну з найкращих нових героїнь відеоігор 2017 року, звернувши увагу на її стильний дизайн. На сайті RPGFan назвали її улюбленою другорядною героїнею року, зазначивши, що вона вдало балансує між образом «суворої голови ради студентів» та «крутої байкерки-Примарної крадійки». Такої ж думки дотримувалися і читачі ресурсу, які вибрали її «з великим відривом». Клейтон Пердом із The A.V. Club поставив її на друге місце серед персонажів Persona 5, відзначивши її сцену пробудження як найемоційніший момент гри, коли «внутрішній гнів проривається назовні». Стів Джонс з Anime News Network погоджується з цим, зазначаючи, що хоч сцена пробудження типова для аніме, вона була дуже добре реалізована, особливо в контексті образу зразкової учениці, яка нарешті дозволяє собі бунт.
Багато критиків вважають Макото найкращою жіночою героїнею Persona 5, зокрема журналісти з Siliconera, Gamasutra, RPGamer і GameSpot. Дженні з Siliconera описує її як практичну персонажку, яка не показує всіх своїх сторін стороннім. Аманда Єо з Kotaku зізнається, що спочатку не любила Макото через її стриману поведінку та конфронтацію з головними героями, але пізніше полюбила її за самоусвідомлення і готовність змінюватися. Вона вважає Макото прямою протилежністю Рюджі Сакамото — той гарячий і безпосередній, тоді як вона холодна та раціональна. Єо також зазначає, що фанати одного, ймовірно, не люблять іншого.
Ніколь Л. Роу розглядає сцену пробудження Персони Макото як інтертекстуальну, звертаючи увагу на зв’язок між її боротьбою з Канешіро та темами сексуального рабства в Японії.